# Zingiber pseudosquarrosum
Zingiber pseudosquarrosum là một loài thực vật có hoa trong họ Gừng. Loài này được Lal Ji Singh và Paramjit Singh miêu tả khoa học đầu tiên năm 2016.

## Mẫu định danh
Mẫu định danh: Singh L.J. 29505; thu thập ngày 27 tháng 10 năm 2012 ở cao độ 57 m, tọa độ 12°29′19″B 92°54′30″Đ / 12,48861°B 92,90833°Đ, làng Sabari, trấn Rangat, đảo Trung Andaman. Mẫu holotype lưu giữ tại Cục Khảo sát Thực vật Ấn Độ ở Howrah, Tây Bemgal (CAL), mẫu isotype lưu giữ tại Trung tâm vùng Andaman và Nicobar của Cục Khảo sát Thực vật Ấn Độ tại Port Blair, đảo Nam Andaman, Quần đảo Andaman và Nicobar (PBL).

## Phân bố
Loài bản địa quần đảo Andaman, Ấn Độ.

## Mô tả
Loài này dường như có quan hệ họ hàng gần với Z. squarrosum (tổ Cryptanthium) nhưng có thể được phân biệt bằng sự hiện diện của thân giả nhỏ, lưỡi bẹ và cuống lá dài, phiến lá hình mác rộng với đáy hình nêm, đỉnh hình đuôi và hệ gân song song (paxillate), cụm hoa hình bình hoặc thuôn dài, cuống cụm hoa ngầm dưới đất rất dài, đài hoa dài, ống tràng hoa rất dài, cánh môi màu đỏ tía sẫm (màu rượu vang đỏ) ở trung tâm, màu đỏ cam (màu đỏ son) ở mặt bên với các đốm màu trắng ngà (trắng nhạt), đỉnh cắt cụt và hơi khía chữ V, mép gấp ngược, nhị với chỉ nhị ngắn, bao phấn màu vàng cam, bầu nhụy màu nâu sáng, hạt màu đỏ máu (màu chu sa) được bao phủ bởi áo hạt màu trắng có mùi thơm.